# Johann August Görenz
Johann August Görenz (auch: Goerens; * 10. Juli 1765 in Fürstenwalde, Kurfürstentum Sachsen; † 3. Februar 1836 in Schwerin, Großherzogtum Mecklenburg-Schwerin) war ein deutscher Pädagoge und Bibliothekar.

## Leben
Görenz besuchte die kurfürstliche Landesschule St. Afra in Meißen; im Anschluss immatrikulierte er sich am 12. Juni 1786 an der Universität Wittenberg. In Wittenberg besuchte er die Vorlesungen von Gottfried August Meerheim, Johann Matthias Schröckh, Christian Friedrich Matthäi und Karl Daniel Freyberg. So gebildet, erwarb er sich am 17. Oktober 1789 den akademischen Grad eines Magisters der Philosophie. Am 7. Januar 1792 erteilte man ihm die Vorleseerlaubnis für Hochschulen als Magister legens. Am 27. April 1792 wurde er als Adjunkt in die philosophische Fakultät aufgenommen.
In seiner Zeit als Wittenberger Dozent las er über philosophische Geschichte, legte die Briefe des Apostels Paulus an die Hebräer aus, erklärte die empirische Psychologie, hielt Vorlesungen über die Theorie der Künste und schönen Wissenschaften nach eigenen Sätzen, führte griechische Altertümer nach Friedrich August Wolf aus und entwickelte dabei eine besondere Vorliebe für griechische und lateinische Dichter, insbesondere für Cicero und Terenz. An ihm ist vermutlich ein guter Professor der Poetik verlorengegangen. Jedoch war die Aussicht auf ein akademisches Amt in Wittenberg nicht sonderlich groß. Ihm wurde zwar das Amt des zweiten Bibliothekars an der Wittenberger Universitätsbibliothek im Januar 1794 übertragen, er war auch im Sommersemester 1794 Dekan der philosophischen Fakultät geworden, jedoch suchte er nach einer Herausforderung, in der er mehr aufgehen konnte.
So nahm er 1795 eine Berufung als Rektor des Gymnasiums in Plauen an. Trotz allen Elans und aller Energie, die er in diese Aufgabe steckte, gelang es ihm nicht, die unmoderne Anstalt weiterzuentwickeln. Es mag an altersschwachen Amtsgenossen gelegen haben, die ihn nicht unterstützten, und auch an der Stadtgemeinde. Selbst das Bemühen des jungen Rektors, diejenigen Schüler, welche sich für den Dienst der Volksschule bestimmt hatten, durch besonderen Unterricht zu fördern – er scheint sogar an die Errichtung eines Lehrerseminars gedacht zu haben –, diente nicht zur Hebung der von ihm geleiteten Anstalt, die bei seinem Weggange in drei Klassen nur 39 Schüler zählte.
Diese Widrigkeiten dürften ihn dazu bewogen haben, 1800 als Rektor des Gymnasiums nach Zwickau zu gehen. Hier fand er ähnliche Verhältnisse vor. Jedoch fand er in dem damaligen Bürgermeister Hempel und seinem Konrektor Friedemann ausgezeichnete Mitstreiter, seine Vorstellungen eines modernen Gymnasiums umzusetzen. Der Unterricht wurde verbessert, der Sängerchor gewann neue Geltung, der häusliche Fleiß der Schüler wurde geregelt und die Disziplin erhielt feste Normen. Während jener Zeit wurde Görentz auch literarisch aktiv. Jedoch die Befreiungskriege setzten seinem Wirken ein jähes Ende. Erst 1815 konnte er wieder manierliche Verhältnisse am Gymnasium einführen. Mag es Frustration auf die zerstörte bisher liebevoll geleistete Arbeit gewesen sein, oder die Bedingungen die die neuen Zeiten von ihm forderten.
Jedenfalls stellte er sich 1817 einer neuen Herausforderung, als er am 23. Dezember 1817 als Rektor an die Domschule in Schwerin ging. Die Domschule entwickelte sich unter seiner Führung zu einer der herausragenden Bildungseinrichtungen in Mecklenburg. Dies bewog Friedrich Franz I. von Mecklenburg dazu, die Domschule in den Status eines Gymnasiums zu erheben, welches lange Zeit als Fridericianum Schwerin einen weit hin geachteten Ruf genießen sollte. Nachdem Görenz eine Berufung als Professor nach Kiel abgelehnt hatte, ernannte man ihn als 1819 zweiter Scholarch, zum Oberschulrat. 1833 bat er aus Altersgründen um Entlassung, erhielt eine beträchtliche Pension und betrieb im hohen Alter noch philosophische Studien. Er war als Philologe ein kritischer Bearbeiter der Schriften Ciceros.

## Werke
- Vestigia doctrinae de associtatione, quam vocant idearum libris veterum impressa. Charisius, Wittenberg 1791. (Digitalisat)
- Diss. I. et II. de finibus imitationibus hodiernae Graecorum Romanorumque Historicorum regundis. Wittenberg 1791.
- Diss. De libri peri kosmou qui inter Aristotelis scripta reperitur auctore. Tschiedrich, Wittenberg 1792. (Digitalisat)
- De dialogistica arte Platonis, interpreti hujus rite cognoscenda et aperienda Commentatio I. Charisius, Wittenberg 1794. (Digitalisat)
- Animadversiones ad Ciceronis librum I. de divinationes. Höfer, Zwickau 1805. (Digitalisat)
- Tentamen criticum in loca quaedam carminum Tibullianorum. Höfer, Zwickau 1806. (Digitalisat)
- Progr. cui insunt duorum codicum scriptorum lectiones in Ciceronis Catilinariam primum. Höfer, Zwickau 1807. (Digitalisat)
- Progr. Ad examen publ. in Lyceo Zwiecaviensi celebrandum – invitat. Praemittuntur duorum codicum scriptorum lectiones in Ciceronis Catilinariam . . . Zwickau 1809
- Ciceronis Philosophica omnia, ex scriptis recens collatia edidit. Vol. I. Leipzig 1809, Vol. II. Leipzig 1810 auch unter dem Titel Ciceronis de finib. Honor. Et malor. Libri V.
- Progr. in quaedam Senecae Philosophi loca animadversiones criticae. Höfer, Zwickau 1812. (Digitalisat)
- Ueber das Gregoriusfest. Zwickau 180?
- Progr. De causis deminuti status scholarum latinarum. Zwickau 180?
- Progr. Critica quaedam ad Xenophontis libellum de Republica Lacedaemoniorum. Wieprecht, Plauen 1805.
- Progr. Animadversionis ad Platonis Symposium. Zwickau 180?
- Progr. De vi future exacti optativa. Zwickau 180?
- Progr. Memoriam sacrorum emendationis per Lutherum secularem celebraturus actum oratorium die 1 m. Nov. habendum indicit. Schwerin 1817